# Super Bock Super Rock
Vous pouvez aider à l'améliorer ou bien discuter des problèmes sur sa page de discussion.
- Il ne cite pas suffisamment ses sources. Vous pouvez indiquer les passages à sourcer avec {{référence nécessaire}} ou {{Référence souhaitée}}, et inclure les références utiles en les liant aux notes de bas de page. (Marqué depuis mai 2021)
- Il contient une ou plusieurs listes. Le texte gagnerait à être rédigé sous la forme d’un ou plusieurs paragraphes synthétiques, afin d’être plus agréable à lire. (Marqué depuis mai 2021)

- Archive Wikiwix
- Bing
- Cairn
- DuckDuckGo
- E. Universalis
- Gallica
- Google
- G. Books
- G. News
- G. Scholar
- Persée
- Qwant
- (zh) Baidu
- (ru) Yandex
- (wd) trouver des œuvres sur Wikidata

 (mai 2024).
Super Bock Super Rock est un festival de rock, heavy metal et quelques nouvelles tendances comme la musique électronique, organisé tous les étés à Lisbonne dans le Parque do Tejo (faisant partie du parque das Nações) au nord de la ville.

## Histoire
Le festival est fondé en 1994, mais le premier festival se déroule en 1995. Son nom vient du sponsoring de la marque de bière Super Bock.
Depuis 2008, le festival est organisé aussi à Porto. En 2009, il est organisé dans deux stades du pays, l'un à Lisbonne et l'autre à Porto.

## Programmations

### 1995–1999
- 8–9 juillet 1995 : The Jesus and Mary Chain, GNR, The Young Gods,  Blind Zero, Thunder, Black Company, The Cure, Faith No More, Morphine,  Youssou N'Dour, Therapy?.

- 21–23 juin 1996 : Paradise Lost,  Moonspell, Fields of the Nephilim,  Spooky,  Delfins, Xutos e Pontapés,  D:A:D, Prodigy,  Massive Attack,  Da Weasel,  Fluke,  The Divine Comedy, David Bowie,  Primitive Reason,  Flood,  Neneh Cherry,  The Popes,  Echobelly.

#### 1997
| 4 juillet                                                  | 5 juillet                                                                 |
| ---------------------------------------------------------- | ------------------------------------------------------------------------- |
| - Simple Minds - Rage Against the Machine - 311 - L7 - Zen | - Apocalyptica - Echo and the Bunnymen - Skank - Ramp - Blasted Mechanism |

#### 1998
| 31 juillet                                                           | 1er août                                                                         |
| -------------------------------------------------------------------- | -------------------------------------------------------------------------------- |
| - Morphine - Fastball - Mike Scott, - Mikel Erentxun - Luis Represas | - Zen - Cla - Van Morrison - Ala dos Namorados - DJ Henrique Amaro - DJ Zé Pedro |

### 2000–2004

#### 2004
| 9 juin | 10 juin                                                                             | 11 juin                                                                    |
| --- | ----------------------------------------------------------------------------------- | -------------------------------------------------------------------------- |
| - Korn - Linkin Park - Muse - Static-X - Pleymo - Da Weasel - Blasted Mechanism - Fonzie Time - Anger - Yellow Van | - N.E.R.D - Avril Lavigne - Los Hermanos - David Fonseca - Toranja - Gomo - Dealema | - Massive Attack - Lenny Kravitz - Pixies - Cla - Pluto - X-Wife - Loosers |

### 2005–2009

#### 2005
| 27 mai | 28 mai                                                                                 | 29 mai |
| --- | -------------------------------------------------------------------------------------- | --- |
| - Prodigy - System of a Down - Incubus - Slunt - Blasted Mechanism (Rock alternatif) - The Temple - Primitive Reason (Metalcore/Reggae) - Tara Perdida (Punk hardcore) - Bizarra Locomotiva (PT) (Black Metal/Indus) - Black Sunrise (Black metal) | - Moby - New Order - The Hives - Turbonegro - The Gift - Fonzie Time - Easyway - Blend | - Marilyn Manson - Audioslave - The Stooges - Slayer - Mastodon - Wednesday 13 - Blind Zero - WrayGunn - Bunnyranch - Ramp - More Than a Thousand |

#### 2006
| 25 mai                                                                | 26 mai                                                  | 7 juin                                               |
| --------------------------------------------------------------------- | ------------------------------------------------------- | ---------------------------------------------------- |
| - Korn - Within Temptation - Soulfly - Moonspell - Devil in Me - Ramp | - Tool - Placebo - Deftones - Alice in Chains - Garbage | - Franz Ferdinand - Keane - Editors - dEUS - Patrice |

#### 2007
| 28 juin                                                                                    | 3 juillet                                                          | 4 juillet | 5 juillet                                                                           |
| ------------------------------------------------------------------------------------------ | ------------------------------------------------------------------ | --- | ----------------------------------------------------------------------------------- |
| - Metallica - Joe Satriani - Stone Sour - Mastodon - Blood Brothers - More Than a Thousand | - Arcade Fire - Bloc Party - Klaxons - The Gift - Bunnyranch - Y ? | - LCD Soundsystem - Maxïmo Park - Clap Your Hands Say Yeah - Linda Martini - Mundo Cao - The Jesus and Mary Chain | - Interpol - The Gossip - X-Wife - Micro Audio Waves - TV on the Radio - Underworld |

#### 2008
| Porto                                                       | Porto                                                       | Lisbonne                                                                                | Lisbonne                                          |
| 4 juillet                                                   | 5 juillet                                                   | 9 juillet                                                                               | 10 juillet                                        |
| ----------------------------------------------------------- | ----------------------------------------------------------- | --------------------------------------------------------------------------------------- | ------------------------------------------------- |
| - Xutos & Pontapés - ZZ Top - David Fonseca - Crowded House | - Jamiroquai - Cla - Jorge Palma - Morcheeba - Paolo Nutini | - Iron Maiden - Slayer - Avenged Sevenfold - Tara Perdida - Rose Tattoo - Lauren Harris | - Tiësto - Digitalism - Duran Duran - Mika - Beck |

#### 2009
- 11 juillet au stade de Bessa XXI de Porto : Depeche Mode, Nouvelle Vague.
- 18 juillet au stade du Restelo de Lisbonne : The Killers, Duffy.

### 2010–2014

#### 2011
|                  | 14 juillet                                                                          | 15 juillet                                                                            | 16 juillet |
| ---------------- | ----------------------------------------------------------------------------------- | ------------------------------------------------------------------------------------- | --- |
| Palco Super Bock | - Arctic Monkeys - Beirut - The Kooks - The Walkmen - Sean Riley and the Slowriders | - Arcade Fire - Portishead - Gift - Rodrigo Leão e Cinema Ensemble - Noiserv          | - The Strokes - Slash - Elbow - Brandon Flowers - X-Wife                                                         |
| Palco EDP        | - Lykke Li - El Guincho - Tame Impala - Glockenwise                                 | - Chromeo - The Legendary Tigerman - B Fachada - L.A.                                 | - The Vaccines - Ian Brown - Junip - Paus                                                                        |
| @Meco            | - James Murphy - Tim Sweeney - Tiago Miranda - Rui Murka - Nicolas Jaar - Mary B    | - Sven Vath - Rui Vargas e André Cascais - Makam - Dorian Paic - John Waynes - Ka§par | - Ricardo Villalobos - João Maria e Zé Salvador - Sasha Dive - Guillaume and the Coutu Dumonts - Kaesar e Henriq |